# Blastomussa
Genre
Synonymes
- sous-genre Blastomussa (Blastomussa) Wells, 1968[1]
- sous-genre Blastomussa (Ceriomorpha) Head, 1978[1]
- genre Ceriomorpha Head, 1978[1]
- genre Parasimplastrea Sheppard & Sheppard, 1991[1]

Blastomussa est un genre de scléractiniaires (coraux durs). Bien que parfois assigné à la famille des Mussidae, ce genre est actuellement considéré comme de position incertaine au sein de l'arbre phylogénique des coraux durs .

## Liste des espèces
Selon World Register of Marine Species (10 mars 2019) :
- Blastomussa loyae Head, 1978
- Blastomussa merleti (Wells, 1961)
- Blastomussa omanensis (Sheppard & Sheppard, 1991)
- Blastomussa simplicitexta (Umbgrove, 1942) †
- Blastomussa vivida Benzoni, Arrigoni & Hoeksema, 2014
- Blastomussa wellsi Wijsman-Best, 1973

## Publication originale
(en) John West Wells, « Notes on Indo-Pacific Sleractinian Corals - Parts 5 and 6 », Pacific Science, vol. 22, no 2,‎ 1968, p. 274-276 (lire en ligne, consulté le 10 mars 2019).